# Пролесник многолетний
Проле́сник многоле́тний (лат. Mercuriális perénnis) — многолетнее травянистое растение, вид рода Пролесник (Mercurialis) семейства Молочайные (Euphorbiaceae). Растёт почти по всей Европе и на Кавказе. В России — в европейской части, кроме севера таёжной зоны, в смешанных и лиственных лесах в сырых местах.

## Ботаническое описание

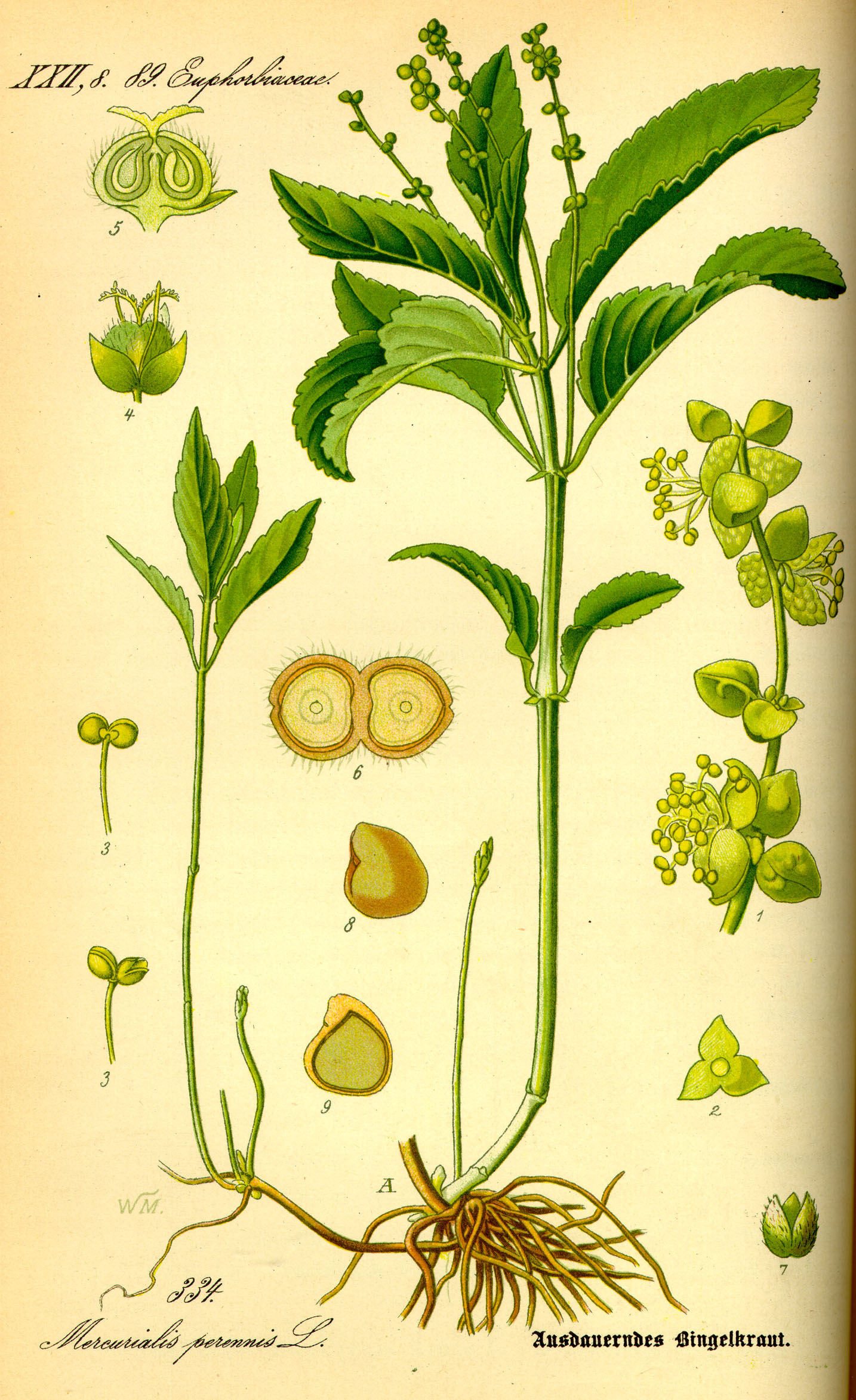

Многолетнее двудомное травянистое растение высотой 20—30 см, с ползучим корневищем.
Стебель простой, цилиндрический, не ветвится, внизу безлистный.
Листья короткозаострённые, продолговато-яйцевидные или эллиптически-ланцетные, длиной 3—10 см, на длинных (около 4 см) черешках. Край листовой пластинки пильчато-городчатый. Молодые листья светло-зелёного цвета, взрослые более тёмные. Расположение листьев — супротивное, собраны в верхней части стебля.
Цветки мелкие, невзрачные. Женские цветки расположены на длинных цветоносах, мужские — в клубочках, собранных в длинные редкие пазушные колосья. Время цветения — апрель — май.
Плоды — двусемянки, покрыты волосками, шероховатые на ощупь.

## Значение и применение
Обладает неприятным запахом. Скотом обходится стороной во время выпаса. Попадая в корм со скошенной травой, вызывает отравление, а молоку придаёт синий цвет. Ядовит для всех видов скота из-за присутствия алкалоида меркуриалина, которых содержится в листьях, стеблях (следы) и семенах. Вызывает воспаление пищеварительных органов, рвоту, приступ лихорадки, потерю аппетита, уменьшение удоя, прекращения жвачки. Нередко отравление заканчивается гибелью животного. Чаще всего заболевает крупный рогатый скот, овцы, козы, свиньи и реже лошади, которые особенно избегают этого растения.

## Классификация

### Таксономия
Mercurialis perennis L., 1753, Sp. Pl. : 1035
Вид Пролесник многолетний относится к роду Пролесник (Mercurialis) семейства Молочайные (Euphorbiaceae) порядка Мальпигиецветные (Malpighiales). Таксономическая схема в соответствии с Системой APG IV по состоянию на декабрь 2023 года:
|  |                                      |  |                                   |                                   |                      |  | ещё 35 семейств | ещё 35 семейств |                           |  |  |  | еще 12 подтвержденных видов и 3 вида, ожидающих подтверждения |
|  |                                      |  |                                   |                                   |                      |  | ещё 35 семейств | ещё 35 семейств |                           |  |  |  | еще 12 подтвержденных видов и 3 вида, ожидающих подтверждения |
|  |                                      |  |                                   | порядок Мальпигиецветные          |                      |  |                 |                 | род Пролесник             |  |  |  |                                                               |
|  |                                      |  |                                   | порядок Мальпигиецветные          |                      |  |                 |                 | род Пролесник             |  |  |  |                                                               |
|  | отдел Цветковые, или Покрытосеменные |  |                                   |                                   | семейство Молочайные |  |                 |                 | вид Пролесник многолетний |  |  |  |                                                               |
|  | отдел Цветковые, или Покрытосеменные |  |                                   |                                   | семейство Молочайные |  |                 |                 |                           |  |  |  |                                                               |
|  |                                      |  | ещё 63 порядка цветковых растений | ещё 63 порядка цветковых растений |                      |  |                 | еще 226 родов   | еще 226 родов             |  |  |  |                                                               |
|  |                                      |  |                                   | ещё 63 порядка цветковых растений |                      |  |                 |                 | еще 226 родов             |  |  |  |                                                               |

### Синонимы
- Mercurialis alpina Schur
- Mercurialis cynocrambe Scop.
- Mercurialis longifolia Host
- Mercurialis nemoralis Salisb.
- Mercurialis perennis f. genuina Müll.Arg.
- Mercurialis perennis f. glabra Beck
- Mercurialis perennis f. ovatifolia Hausskn.
- Mercurialis perennis f. robusta Gross
- Mercurialis perennis f. saxicola Beck
- Mercurialis perennis f. sylvatica (Hoppe) Rouy & Foucaud
- Mercurialis perennis subvar. alpina (Schur) Nyman
- Mercurialis perennis subvar. sylvatica (Hoppe) Nyman
- Mercurialis perennis var. brachyphylla Willk.
- Mercurialis perennis var. subalpina Schur
- Mercurialis sylvatica Hoppe
- Mercurialis sylvestris Bubani
- Synema perenne Dulac